# Armistizio di Mudros
L'armistizio di Moudros (30 ottobre 1918) pose fine alle ostilità nel Vicino Oriente tra l'Impero ottomano e gli Alleati della prima guerra mondiale. Fu firmato dal ministro della Marina militare turco-ottomana Rauf Bey e dall'ammiraglio britannico Arthur Somerset Gough-Calthorpe, a bordo della corazzata britannica HMS Agamemnon nel porto di Moudros, nell'isola greca di Lemnos.
Alla resa ottomana, le loro restanti guarnigioni al di fuori dell'Anatolia furono richiamate; agli alleati fu concesso il diritto di occupare i forti sullo stretto dei Dardanelli e del Bosforo, e il diritto di occupare "in caso di evenienza" ogni territorio turco in caso di una minaccia alla sicurezza. L'esercito ottomano fu smobilitato, e porti, ferrovie, e altri punti strategici furono resi disponibili per l'uso da parte degli Alleati. Nel Caucaso, la Turchia dovette ritirarsi sulle frontiere pre-belliche.
All'armistizio seguì l'occupazione di Costantinopoli e la successiva spartizione dell'Impero ottomano. Il 10 agosto 1920 seguì il trattato di Sèvres a definire l'armistizio, ma questo trattato non fu mai applicato a causa dello scoppio della guerra d'indipendenza turca.
Questo armistizio dettava le regole da seguire fino a quando non sarebbe stato fatto il trattato di Sevrés:
Gli otto punti focali che porteranno i turchi all'esasperazione e all'inizio della guerra d'indipendenza:
1. Istanbul sarà posta sotto il controllo degli Alleati.
2. Solo una piccola parte dell'esercito potrà essere utilizzata per la sicurezza nazionale.
3. Se vi saranno situazioni di caos gli Alleati interverranno.
4. Sarà controllata la circolazione di informazioni e il trasporto.
5. Il controllo delle rotaie di Toros sarà fatto dagli Alleati.
6. Se gli Alleati ritengono che ci sia una situazione dove viene meno la loro sicurezza, possono intervenire occupando il territorio.
7. Gli eserciti che si trovano ancora fuori dal confine turco si dovranno consegnare agli Alleati.
8. Le flotte turche saranno controllate.

Questo armistizio si può considerare la fine, anche se non formale, dell'Impero e del Sultanato ottomano, perché non era riuscito a garantire la sicurezza della capitale.